# أبراهام والد
كان أبراهام والد (بالمجرية: Wald Ábrahám؛ 31 أكتوبر 1902 – 13 ديسمبر 1950) رياضياتيًّا مجريًّا يهوديًّا ساهم في مجالات نظرية القرار والهندسة الرياضية والاقتصاد القياسي وأسس مجال التحليل التسلسلي في الإحصاء. كان أحدُ أكثرِ أعماله الإحصائية شهرةً خلال الحرب العالمية الثانية يدور حول كيفية تقليص الضرر الذي تتلقاه قاذفات القنابل مع وضع انحياز البقاء بعين الاعتبار في حساباته.

## حياته ومساره المهني
في عام 1928، تخرج في الرياضيات من جامعة الملك فيرديناند الأول.

## روابط خارجية
- أبراهام والد على موقع الموسوعة البريطانية (الإنجليزية)